# Совет обороны Северного Кавказа и Дагестана
Совет обороны Северного Кавказа и Дагестана (1919—1920) — правительство и орган верховной власти в Дагестане, руководивший борьбой горских повстанцев против оккупации Северного Кавказа Добровольческой армией Деникина.

## Предпосылки создания
Весной 1919 года части Добровольческой армии Генерала Деникина заняли практически весь Северный Кавказ и в мае угрожали оккупацией Дагестану.

В середине апреля 1919 г. Премьер-министр Горской Республики П. Т. Коцев поехал в Даргинский округ (в сел. Акуша) к Али-Хаджи Акушинскому, к которому он пригласил и Узун-Хаджи. Оттуда с этими двумя шейхами он приехал в Темир-Хан-Шуру с целью при их поддержке объединить народы Дагестана и воздействовать на чеченцев, чтобы они продолжали войну с деникинскими войсками. 19 апреля 1919 г. эти шейхи пришли на заседание Парламента Горской Республики и выступили с речами. В своей речи, в частности, Узун-Хаджи Салтинский сказал: 
«Если бы мы до сих пор работали объединенно и организованно, то никакой враг бы не осмелился переступить границы нашей Родины. Первые алимы не объединялись, а за ними вся темная масса. Мусульмане начали убивать друг друга. Как бы не было, а прошлое надо передать забвению. Давайте же хоть теперь перед общей опасностью, перед угрозой общей для всех нас кабалы у генералов и казаков объединимся и тогда никто не сможет победить [нас]: ни казаки, никакая другая дьявольская сила. Мы, мусульмане, обязаны жить как братья, порожденные одним общим отцом. Мы слышали о бедственном положении чеченцев и ингушей. Наш долг помочь им. Если мы будем работать согласованно и организованно, то Аллах даст, все бедствия нас минует».
Созданная в 1917 году Горская республика в 20-х числах мая 1919 года обсуждала ультиматум Деникина требующего их роспуск, и после дебатов было объявлено о прекращении деятельности правительства Горской республики до более подходящих времён и предложено перебраться в Грузию.Там деятели Горского правительства в конце августа — начале сентября 1919 года возобновили свою деятельность, создав новый парламент Горский меджлис. В свою очередь большевики, действовавшие в Дагестане, также перебрались в более безопасное место — город Баку, откуда старались контролировать ситуацию в Дагестане.
Там части армии Деникина заняли города, а потом и окружные центры равнинного Дагестана. Прежде всего они поставили под свой контроль железную дорогу Порт-Петровск-Дербент-Баку.
Оставшееся со своим народом духовенство Дагестана возглавила борьбу народа против белогвардейцев.
Дагестанцы, руководимые своими духовными вождями, прежде всего шейхами Али-Хаджи Акушинским и Узун-Хаджи Салтинским в начале июня 1919 года поднялись на антиденикинское восстание. Тот факт, что именно мусульманское духовенство вдохновило людей на эту борьбу было закономерным явлением для своего времени, так как она занимала особое положение в обществе.
Повстанческим движением летом были охвачены практически все округа и участки Дагестана, кроме тех, которые находились под влиянием другого влиятельного религиозного деятеля — бывшего муфтия Северного Кавказа и Дагестана Нажмудина Гоцинского.
Восстание на Северном Кавказе проходила проходило под лозунгом «За Ислам и шариат» и приобретало национально-освободительный характер. По округам, охваченным движением была объявлена мобилизация мужчин от 18 до 40-летнего возраста 1 с каждых 10 дворов, Призывающийся являлся на 2 недели с полным снаряжением и едой, причём его содержание обеспечивалось остальными 9 дворами.

Обращение шейха Али-Хаджи Акушинского 7 июля 1919 года:
«Мы позову своего сердца вышли на поле битвы против злодеяний, творимых последователями царя Николая.Одни из них извратили нашу религию и шариат. Дагестанские правители привели казаков в Анжи и Темир-Хан-Шуру, дали им оружие и деньги. Они хотят держать нас, как при Николае».
В письме к командующему частей Добровольческой армии Деникину он писал:
«Дагестанский народ не приглашал частей Добровольческой армии в пределы своей территории. Он не давал им никакого повода к вторжению и ко всем агрессивным действиям. Дагестанский народ не находит не только никакого объяснения к насилованию его воли и священного для него шариата частями Добровольческой армии. Дагестан, состоящий из трудовых элементов — рабочих и земледельцев, тяготеющих экономически к России, не открывал никакого фронта против Российской государственности. Дагестанский народ не признает никакого права за Добровольческой армией, навязывать Дагестану свою волю в вопросе о форме общегосударственного управления, Дагестан признает полное право управлять собой, и своими делами, согласно своему быту и священному шариату, впредь до установления общегосударственной формы управления в России».
Далее в письме Али-Хаджи Акушинский в ультимативной форме потребовал от А. И. Деникина очистить Дагестан от частей Добровольческой армии.
Летом 1919 года деникинские генералы организовали очередное наступление в Дагестане. Белые сами настраивали горцев против себя, возродив карательные методы времён Кавказской войны, В ответ в повстанцы Чечни и Дагестана совершали против них вылазки и отвлекали немалые сила Добровольческой армии Деникина от основной Гражданской войны. Летом и в начале осени произошёл ряд крупных сражений повстанцев с противниками, в ходе которых белоказаки были перебиты и рассеяны.
В Чечне повстанческое движение возглавивил шейх Узун-Хаджи Салтинский, поддерживаемый отдельными обществами Гунибского и Андийского округов Дагестана. В сентябре 1919 года он провозгласил Северо-кавказский Эмират, сформировал правительство, армию и выписал денежные знаки.
В сентябре 1919 года повстанческая армия в Дагестане уже насчитывала 12 тысяч солдат, а в Чечне 8,5 тысяч.
Между обеими шейхами было политическое соглашение о совместных действиях, между их штабами поддерживалась связь.
Сергей Киров писал в телеграмме В.И. Ленину писал: «Вдохновителями и руководителями восстания являются духовные вожди горцев, всегда шедшие с народом и за народ,- Али-Гаджи Акушинский в Дагестане и Узун-Хаджи в Чечне и Ингушетии».

## Процесс учреждения
В конце августа 1919 года стихийно в Даргинском округе вспыхнуло восстание, получившие поддержку и в других округах. Учитывая это важное обстоятельство, деятели Горской республики активно взялись за создание давно назревших идей объединения всех воюющих на фронтах антиденикинских групп и политических сил в единый союз. После подавления первого восстания в Дагестане, принимавшие в ней участие деятели Горской республики и большевики эмигрировали в Тифлис и Баку. Находясь там, повстанческому движению они оказывали техническую помощь.
В конце августа — начале сентября с этой целью в Тифлисе была созвана конференция представителей горцев Кавказа. Для общего руководства восстанием в качестве исполнительного органа был создан Горский Меджлис из 11 человек. Возглавил его Ахмед Цаликов.
В сентябре меджлисовцы начали переговоры с руководителями восстания, шейхами Али-Хаджи и Узун-Хаджи. В ходе переговоров между Цаликовым и Али-Хаджи, которые проходили в селении Акуша, пришли к выводу о необходимости объединения с другими северокавказская антиденикинскими силами и создать единый для всех руководящий орган.

Для этого 19 октября 1919 года созвали в селении Леваши, Даргинский округа съезд с участием всех заинтересованных сторон. Для обеспечения доверия пригласили по 2 представителя от каждого района. Совет мыслился как коалиционное правительство, в который должны были войти представители Меджлиса, шейхи Али-Хаджи, Узун-Хаджи, Ибрагим-Хаджи, а также представители округов и большевики. Несмотря на принципиальные программные расхождение всех сторон, на этапе борьбы они признавали необходимость заключения союза.
«В горном Дагестане по инициативе Али-Хаджи Акушинского, шейх-уль-ислама Горского союза и бывшего члена правительства Горской республики, организован Комитет Обороны и спасения горцев, выполняющий функции правительственной власти и сохраняющий спокойствие населения от анархии. Комитет имеет своей главной целью защиту горцев Дагестана и Северного Кавказа от казачьих набегов и разорений, причиняемых деникинскими отрядами. Население, относившееся отрицательно к Добровольческой армии (Деникина), стало тяготеть на сторону образовавшейся горской власти в горном Дагестане и по её требованию предоставляет в распоряжение Али-Хаджи свои силы».
«Чрезвычайное совещание представителей действующих на фронтах Дагестана военных групп, состоявшееся под предводительством шейх-уль-ислама Али-Хаджи Акушинского, приняло решение в целях усиленной борьбы против врага, о создании общего для всего Северного Кавказа Совета Обороны на следующих основаниях:
1. Совет Обороны немедленно отправляет делегации к Узун-Хаджи для установления связи и приглашения его представителей в свой состав.
2. Совет Обороны особым актом объявляет о целях и причинах войны.
3. Советы Обороны вступает в переговоры с Азербайджаном и Грузией и другими государствами.
4. При Совете Обороны организуется Военный отдел из специалистов военного дела, ведающий техникой командования, ведением войны и обучением мобилизируемых людей.
5. Все приказы и распоряжения о действиях и передвижениях войск исходят от Совета Обороны и обязательны к исполнению на территории горцев, то есть в Дагестане и Терской области.
6. Совет Обороны ведает временно делами внутреннего направления и заботиться об организации власти на местах.
7. Совет Обороны имеет право для нужд войны на мобилизацию людей, реквизицию военного снаряжения, скота, хлеба и прочего имущества, а также обложения населения деньгами.
8. Совет Обороны является единственным полномочным хозяином военного имущества, находящегося на территории Северного Кавказа или могущего быть отбитым у неприятеля.
9. Совет Обороны созывает при первой возможности Съезд горских народов Кавказа для создания настоящей нормальной власти.
10. До вступления в состав Совета Обороны Узун-Хаджи или его представителя Совет будет называться Советом Обороны Дагестана.
11. Совет Обороны избирает временным центром селение Леваши и немедленно приступает к работе».

Речь Алихана Кантемирова на первом съезде:
«В тяжёлые моменты унижения и насилия, пережитые народом вы, высокочтимый шейх (обращение к Али-Хаджи прим.), остались среди народа и разделили с ним постигшее его несчастие… Народы Северного Кавказа преисполнены к вам чувством благодарности и высокого уважения. И все собрались сюда с целью помочь родному народу, истекающему кровью в борьбе за свою свободу и независимость. С образованием настоящего центра освобождение горцев от ига Деникина пойдёт с большим успехом. Долг всех присутствующих здесь представителей народа защищать нашу религию и Родину от угрожающей смертельной опасности. Между нами не может быть никакого разногласия и партийной борьбы в этот ответственный момент».

## Структура
Али-Хаджи Акушинский единогласно был избран председателем Совета. Совет по официальным документам включал 19 членов и являлся временным коалиционным правительством общедемократического характера без права создания партийных фракций и использования партийных флагов.
Список членов Совета в первом эшалоне:
1. Али-Хаджи Акушинский
2. Узун-Хаджи Салтинский (или его представитель)
3. Ибрагим-Хаджи Кучринский
4. Магомед Али-Хаджи (Даргинский округ)
5. Магомед Кади Рашкуев (Кази-кумухский округ)
6. Давуд Ибрагим (секретарь)
7. Алихан Кантемиров (Товарищ председателя)
8. Сафар Дударов
9. Зубаир Темирханов
10. Багадур Маллачиханов
11. Гасан Эфенди Эфенди-заде (Самурский округ)
12. Мурсал Абду-Самед (Кюринский округ)
13. Мамма Хаджи (Темир-Хан-Шуринский округ)
14. Осман Османов
15. Рабадан Нуров
16. Юсуф Молла Магомед
17. Омар Эфенди Махават (секретарь)
18. Мута Рамазанов
19. Мулла Осман (Кайтаго-Табасаранский округ)[4].

Во втором эшалоне уже приехали 111 человек и третьим эшалоном 24 октября — еще 34 человека.
Чтобы Совет не ассоциировался только с Дагестаном, в него вошли осетины Алихан Кантамир (Кантемиров) и Угалук Цаликов и ингуши В. Джабагиев и полковник Муса Саутиев и другие.
Военный отдел возглавлял первоначально У. Цаликов, позже — Шафи-бей.
Медико-санитарный отдел — врач Джиор Урусов из Осетии, ранее возглавлявший схожий пост в Горской республике.
Финансовый отдел — Юсуф Магомедов(Магомед).
Чуть позже комиссаром внутренних дел назначен Осман Османов. Его помощник по административной части — Кундухов, а по части контрразведки — Микаил Цудахарский.
Главнокомандующим дагестанским фронтом первоначально был Вазил-бей.
Дербентским фронтом — выходец из Турции Тасуй-бей, его заместитель — грузинский полковник Жордания.
Главнокомандующий всеми мусульманскими войсками — Узун-Хаджи. Командир северокавказских мусульманских войск — генерал-майор грузинской армии Л. Кереселидзе.
Был создан военно-полевой шариатский суд из трех лиц: двух военных и одного кадия Шафи-Кади Падучи.
Санитарный отдел активно работал по предотвращению эпидемии в регионе.
При Совете действовала горская жандармия, выполнявшая функции полиции.
В Совете не было партийных фракций, но были национальные: чеченская, кумыкская и другие.
Чуть позже, по согласованию с правительствами Азербайджана, Грузии‚ и Армении были назначены дипломатические представители Совета в этих Республиках. Пост дипломатического представителя Совета Обороны в Армении и Грузии занял Г. Бамматов. Его помощником и членом представительства стал также В. Г. Джабагиев. Представительство Совета Обороны в Азербайджанской Республике с 25 декабря 1919 года возглавлял А. Тахо-Годи. Обязанности дипломатических представителей были широкими: сбор военно-технической, продовольственной, медицинской помощи повстанческому движению, привлечение внимание мировой общественности к нуждам горских народов Кавказа и т. д. Совет Обороны республиками Закавказья рассматривался как правительство суверенной Республики горцев Северного Кавказа. Поэтому, кроме прочих официальных документов, дипломатические представительства имели свои гербовые печати, выдавали различные справки и паспорта гражданам Республики, чтобы могли беспрепятственно пройти границу Грузии и Азербайджана.
Отсутствие в достаточном количестве оружия, боеприпасов, обмундирования и медикаментов, а также военных специалистов, вынуждало руководителей повстанческого движения, а потом и Совет Обороны искать помощь на стороне, особенно в вышеназванных республиках, правительства которых были заинтересованы в противодействии продвижению Добровольческой армии Деникина в глубь Кавказа, опасаясь за свой суверенитет. Перед угрозой деникинской оккупации Грузия израсходовала на поддержку восставших горцев Северного Кавказа около 12 миллионов рублей, о чем министр иностранных дел этой страны Рамишвили сообщал в печати. Впоследствии, в своих мемуарах Деникин А. И. сам признавал, что Грузия в изобилии поставляла оружие повстанцам на Кавказе, поднявшимся летом 1919 года против власти Добрармии. Еще в июле 1919 года мюриды шейха Али-Хаджи привезли из Грузии полвагона вооружения для повстанцев. Военно-техническую помощь из Грузии получал и Узун-Хаджи в Чечне.
Глава американской миссии в Закавказье полковник Гескель по просьбе Г. Бамматова предоставил Дагестану два ящика медикоментов.
Одним из главных элементов, разлагающей единство Совета, были турецкие офицеры, призванные на Северный Кавказ в качестве военных инструкторов для борьбы с Деникиным.
В советской историографии Совет мало упоминается или упоминается как пробольшевистский, где большевики якобы «играли ведущую роль в антиденикинской войне», но на самом деле это сомнительный тезис. Запутанные отношения с отдельными большевиками (Дж. Коркмасов) не дают основания считать его таковым.

### Флаг
Ахмед Цаликов о своей поездке «По Дагестану», когда он побывал в там и договорился с Али-Хаджи Акушинским об объединении усилий Дагестана и Северного Кавказа в борьбе с деникинскими частями, оставил воспоминания.

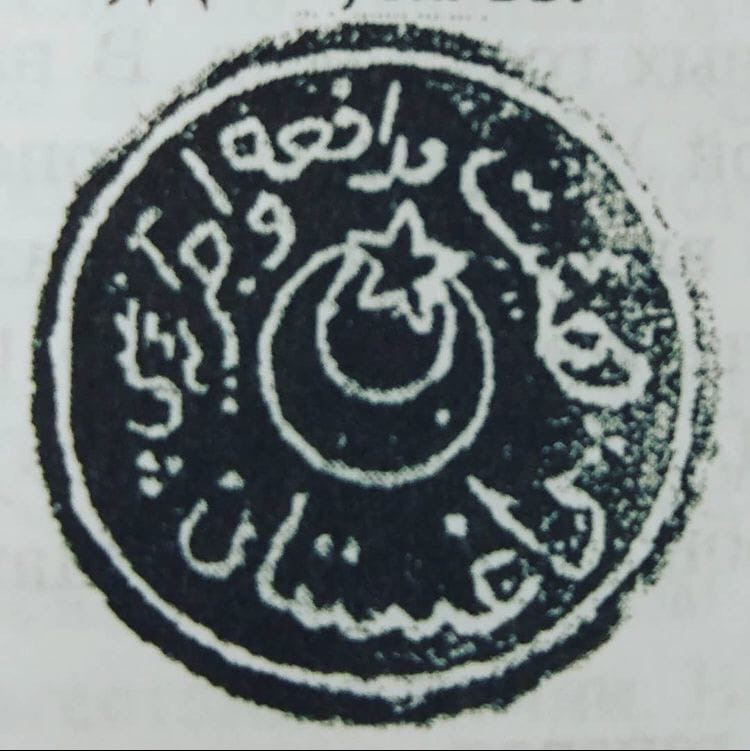
Гербовая печать Совета Обороны Дагестана. Текст по кругу: "Совет Обороны Дагестана". В центре - звезда и полумесяц.

В отрывке его статьи описывается флаг Совета обороны:
Сегодня у нас торжественное событие. Знамя, которое мы привезли, знамя Горской Республики - Совета Обороны должно быть освещено в доме Али-Хаджи.<...>. Ветер трепал полотнище стяга. Красное полотнище, на котором ближе к древку был зеленый четырехугольник с полумесяцем и семью звездами. Оратор объяснил: – Красный цвет – это цвет революции, цвет крови, которую люди льют во имя свободы. Наша свобода родилась в крови революции, наше знамя красное. Но дети революции, мы остаемся в то же время сынами Ислама. Мы мусульмане! И вот, зеленый цвет – это цвет Ислама. Он священен для всего трехсотмиллионного мусульманского мира, от стен Китая до волн океана, омывающего берега Марокко. На нашем красном знамени свободы и революции должен получить место этот символически цвет мусульманства вместе с полумесяцем. А видите ли вы эти семь звезд? Это семь звезд – символ братства и союза горских народов. Я вручаю его Кази-Магомеду.

## Ход событий

### Мобилизация
В первый же день своей работы Совет Обороны принимает решение о мобилизации в повстанческую армию горцев от 20 до 40 лет. Каждое сельское общество обязывалось выставить одного аскера (солдата) с 10-ти жителей мужского пола. Мобилизация проводилась по жребию на 6 месяцев. От мобилизации освобождались: единственный сын престарелых и нетрудоспособных родителей; один из 2-3 братьев, получивших жребий; двое из четверых и более братьев. Совсем не подлежали мобилизации: физически больные лица, подготовляющиеся в течение последних лет к духовному званию; муллы и кадии приходских мечетей; начальники округов, участков и старшины. Для проведения данного решения в жизнь и учёта наличия продовольствия и скота у населения, каждое сельское общество избирало комиссию из 5 членов и двух кандидатов возрастом старше 40 лет. В каждом подконтрольном Совету Обороны округе учреждалась должность интендантского контролёра, которому местные комиссии обязаны были сообщать данные о наличии продовольствия и вооружения. В итоге, все сведения поступали в Совет Обороны.
Мобилизация аскеров обществами должна была закончиться в двухдневный срок со дня сформирования сельских комиссий, а они, в свою очередь тоже формировались в течение двух суток после получения приказа. Такие жёсткие сроки набора партизан исходили именно из постановления Совета Обороны. Как было отмечено в ней, на содержание повстанческой армии в количестве 3 пехотных, 2 кавалерийских полков и 3 батарей была составлена смета расходов.

Для аскеров Народной Армии Свободы была даже утверждена клятва следующего содержания:
«Я, аскер Народной Армии Совета Обороны Северного Кавказа, клянусь священным Кораном защищать шариат, свободу, независимость трудовых народов Северного Кавказа, избранный верховный орган власти — Совет Обороны. Я обещаю исполнять приказы и распоряжения начальников, назначенных и пользующихся доверием Совета Обороны, бороться со всеми противниками и врагами народа и власти».

### Налоги
Население, подконтрольное Совету, было обложено налогом и доходы с этих сборов находились у казначейства. Многие введенные порядки и налоги напоминали современникам эпоху имама Шамиля.

### Противостояние в Совете
По мере укрепления своих позиций в Совете Обороны, большевики открыто поставили вопрос об очистке Дагестана от турок. В марте-апреле 1920 года, по мере отступления деникинцев под натиском Красной Армии, дагестанские большевики начали прямую охоту на них. Это противостояние в начале марта 1920 г. В районе с. Урма, Темир-Хан-Шуринского округа переросло в вооружённый конфликт. Газета «Вольный горец» посвятила тогда кровавым событиям несколько статей под названиями «Дагестанская перепутаница» и «Гражданская война в Дагестане». Конфликт произошёл между сторонниками независимой Горской республики и коммунистами, в результате которого были убиты С. С. Казбеков и Аббас Эфендиев (член и секретарь Горского Меджлиса). Другой лидер дагестанских коммунистов Д. Коркмасов был арестован в Левашах. 
«Причиной столкновения, — писала газета „Вольный Горец“ — послужило упорное давление коммунистов на членов Совета Обороны, требующих отказаться от идеи независимости Горской республики в пользу Советской федеративной республики. Народ определённо стоит за независимость. Коммунистам остаётся либо признать независимость Горской Республики, или же призвать армию Троцкого и начать в Дагестане (гражданскую) войну. Коммунисты подавлены этими кровавыми событиями и стали более сговорчивыми. Они, наконец, склонны признать, что в Дагестане нет буржуазии и, следовательно, не с кем вести гражданскую войну. Они хотят или коалиции с другими политическими группами в крае, или совершенно уйти до прихода Красной Армии».
Газета обвиняла коммунистов в провоцировании конфликта, которые первыми открыли огонь по отряду Кязимбея. Отряд, в основном, состоял из партизан аулов Хаджалмахи и Куппа.
После прихода Красной Армии и установления Советской власти, турки покидают Дагестан, а потом и Закавказье. Ради недопущения Красной Армии на Северный Кавказ, турки были готовы заключить мир с деникинцами и создать на месте антибольшевистский блок. Особенно в этом усердствовал Кязимбей, занимавший в одно время должность Главнокомандующего повстанческой армии, а потом возглавлявший Темир Хан-Шуринский фронт против деникинцев. Кязим-бей хотел договориться с дагестанскими офицерами, не примкнувших к антиденикинскому движению и настроенных против большевиков. В их числе можно назвать Кайтмаса Алиханова, пользующегося немалым авторитетом в Аварском округе и имеющий свой партизанский отряд из местных жителей. Причём, зачисленным в его отряд партизанам выплачивалась зарплата в сумме 650 рублей. Но никто из местных офицеров Кязимбея до конца не поддержал и его затея провалилась. Отдельные источники свидетельствуют о том, что турецкие офицеры преследовали далеко идущие цели, а именно — отторжение мусульманского Кавказа и присоединение его к Турции. Созданная ими в Дагестане пантюркистская партия иттихадистов пользовалась определённым влиянием среди горцев вплоть до середины 20-х годов.

### Ликвидация Совета
7 февраля 1920 года на заседании третьей сессии Совета Обороны, большевики окончательно захватили руководство, поставив во главе его более решительного С. С. Казбекова.
Судя по протоколу заседания, не были представлены делегатами Темир-Хан-Шуринский, Аварский, Андийский, Кайтаго-Табасаранский округа. Не упоминаются также делегаты от Узуна-Хаджи Салтинского и Ибрагима-Хаджи Кучринского. Скорее всего, заседание Совета было созвано большевиками тихо и спонтанно, чтобы захватить его руководство. Нарушения процедурного характера были допущены организаторами и при формировании Совета Обороны первого созыва, на что указывают документы. Например, начальник штаба Кази-Кумуха, М. Кушиев в письме Совету Обороны выражал своё возмущение тому, что Магомед-Кади Рашкуев был вызван для избрания в состав Совета без предварительного опроса или обсуждения кандидатуры с населением, как этого требовала процедура выборов.
Совет был переименован в "Временный Совет Обороны Горских трудовых народов Северного Кавказа".
Али-Хаджи был переведен в ранг "почетного" председателя Совета. Почетным сопредседателем так же стал Узун-Хаджи, а также Дж. Коркмасов.
Ситуация в регионе стремительно меняется весной, когда Красная Армия начала наступление на южный фронт.
С. Казбеков и Коркмасов не спешили преобразовывать Совет оброны в обычный ревком и вопросы о связи с Советской предусмотрительно не поднимаются, как и вопрос о независимости от России. Все это делалось, чтобы выждать момент, пока Красные силы закрепятся на позициях.
Без согласования с другими политическими силами антиденикинской коалиции, 11 апреля 1920 года Кавказский крайком РКП(б) преобразовал Совет Обороны Северного Кавказа и Дагестана в Ревком Дагестана, возложив обязанности председателя на успевшего проявить себя как верный большевик Д. Коркмасова.
Шейх А. Х. Акушинский как глава Ведомства Шариатских дел был введён в его состав позже и формально занимал этот пост до ликвидации шариатских судов в 1927 году.
Трагически сложилась судьба у всех доживших до 30-х годов членов Совета Обороны. Не признавшие Советскую власть горские деятели эмигрировали в Турцию и европейские страны. Пожалуй, как ни парадоксально звучит, им в эмиграции жизнь больше удалась, чем оставшимся на родине большевикам. Некоторые из них за границей дожили до 60-х годов и посвятили событиям на Кавказе и исламу целые научные труды, дошедшие до нас только в постсоветский период. Со смертью шейха Узуна-Хаджи 30 марта 1920 г. распался его эмират. Али-Хаджи Акушинский был уже парализован и прикован к постели, когда в 1928 г. открыли уголовное дело о контрреволюционной деятельности его враждебной группы. Несколько десятков мюридов, в том числе активные участники антиденикинского движения и члены Совета Обороны, были расстреляны, семья Али-Хаджи, была репрессирована и выслана в Киргизию, а сам скончался в 1930 году и был похоронен в собственном доме. Шейх Ибрагим-Хаджи стал одним из руководителей антисоветского восстания, которая в Нагорном Дагестане и Чечне вспыхнула в сентябре 1920-го и продолжалась до мая 1921 года. После подавления восстания был репрессирован.

### Конфликт с Нури-пашой
На заседании в Совете обороны 2 февраля 1920 года большевики потребовали от своих представителей быстрой политической нейтрализации Нури-паши. Было предложено выдвинуть ему ультиматум признания им верховной власти Совета обороны и его подчинения непосредственно Военному совету Совета обороны. В случае отказа им от предъявленных условий предлагалось сделать так, чтобы он покинул Дагестан. Было решено назначить при нем политкомиссаром Дж. Кормасова.
12 февраля  1-й Дербентский полк из 800 человек отказался выполнить приказ командующего Дербентским фронтом Руфат-бея (подчинявшегося Нури-паше) о передаче одного орудия в распоряжение гарнизона в Касум-Кенте. В ответ Нури-паша приказывает арестовать политкомиссара  С. Дударова, которого обвиняет в срыве его указаний.
В это же время один из приближенных Нури-паши Кязим-бей решает уничтожить социалистов в Совете обороны. Для этого он арестовывает всех, кто ассоциирует себя с большевиками. Турки считали необходимым покончить с большевистскими идеями в Дагестане, для чего атаковали село Маджалис, где находился главный штаб дагестанских большевиков. Однако большевикам удалось сбежать. Шейх Али-хаджи Акушинский сделал заявление и призвал противоборствующие стороны к миру, предупредив, что тем, кто пришел в Дагестан не для борьбы с Добровольческой армией, а для ведения своих партийных дел, стоит немедленно удалиться.
Однако новое столкновение, уже Леваши, привело к гибели председателя Совета обороны С. Казбекова и еще одного члена Совета - Аббаса Эфендиева. Гибель первого лица Совета обороны вызвала реакцию даже среди сторонников Нури-паши. Турецкого офицера Кязим-бея обвинили в убийстве трех комиссаров и около нескольких десятков солдат, пытавшихся противостоять их планам. Молодой Кязим-бей стал проблемой в силу своей решимости воевать с большевиками, которые подавили сопротивление во Владикавказе и в Грозном и уже наступали на Темир-Хан-Шуру и Петровск.
15 марта Совет просит правительство Азербайджана отозвать Нури-пашу из Дагестана, на что получает разъяснения, что правительство не может отозвать того, кого никогда не посылало, и что он не в сфере компетенции правительства. Но тем не менее совершенно неожиданно для западных военных миссий на Кавказе Азербайджан обращается к ним с просьбой прекратить поддержку Нури-паши.
В итоге 20 марта Нури-паша покидает Дагестан и перебирается в Азербайджан, где также был замечен в конфликтах с властью.
Ахмед Цаликов по поводу конфликта Нури-паши в Дагестане писал, что его роль в гибели Горской республики очевидна. Его руками большевики захватили власть, и противоречие в том, что, дав свободу в 1918 году, через два года именно турки оказались той силой, что убила последние шансы власти горцев в лице Совета обороны.